# Colletes arabicus
Colletes arabicus är en biart som beskrevs av Kuhlmann 2002. Colletes arabicus ingår i släktet sidenbin, och familjen korttungebin. Inga underarter finns listade i Catalogue of Life.